# 小行星8944
小行星8944（英語：8944 Ortigara）是一颗围绕太阳公转的小行星。1997年1月30日，U. Munari、M. Tombelli在阿夏戈发现了此天体。
这颗小行星的绝对星等为13.97419174145056等。